# Uthlede
Uthlede (niederdeutsch Uthleer) ist eine Ortschaft in der Einheitsgemeinde Hagen im Bremischen im niedersächsischen Landkreis Cuxhaven.

## Geografie

### Lage
Uthlede liegt zwischen Bremerhaven und Bremen, westlich der Bundesautobahn 27 sowie östlich der Unterweser in Höhe der Flussinsel Harriersand. Die Ortschaft befindet sich im südwestlichen Teil der Einheitsgemeinde Hagen im Bremischen.

### Nachbarorte
| Sandstedt                      |                                             | Kassebruch Ortschaft Hagen |
| Offenwarden Wersabe Wurthfleth | Kompassrose, die auf Nachbargemeinden zeigt | Lehnstedt                  |
|                                | Schwanewede (Landkreis Osterholz)           |                            |

(Quelle:)

## Geschichte

### Ortsname
Für den Namen Uthlede gibt es zwei mögliche Erklärungen:
1. Die Silbe -lede (auch -lidi oder -lyd), bedeutet im Niederdeutschen wie Lieth als Anhöhe, Höhenzug. Uthlede liegt erhöht auf dem Geestrücken, begrenzt durch den Klipberg am Rand der Marsch. Die Silbe uth (Otto) war ein altsächsischer Männername oder als Uta ein weiblicher Vorname. Henrikus von Uthlede wurde 1199 als Henrikus de Lyd genannt.
2. Lehnstedt (der Nachbarort) ist wahrscheinlich die älteste Siedlung der Gegend. Der Ortsname könnte auch bedeuten, dass Uthlede von dort aus besiedelt wurde, dass also die Uthleder die Leute „ut ledingstedt“ also aus Lehnstedt waren.[4]

### Ortsgeschichte
Erstmals urkundlich erwähnt wurde der Ort im Jahre 1110 als Utlidi. Ein Adelsgeschlecht war ab 1173 ansässig, das aber ab 1269 nicht mehr nachgewiesen werden konnte. Aus ihm stammte der Bremer Erzbischof Hartwig II. 1269 wurde auch der erste Priester in der Gemeinde erwähnt.

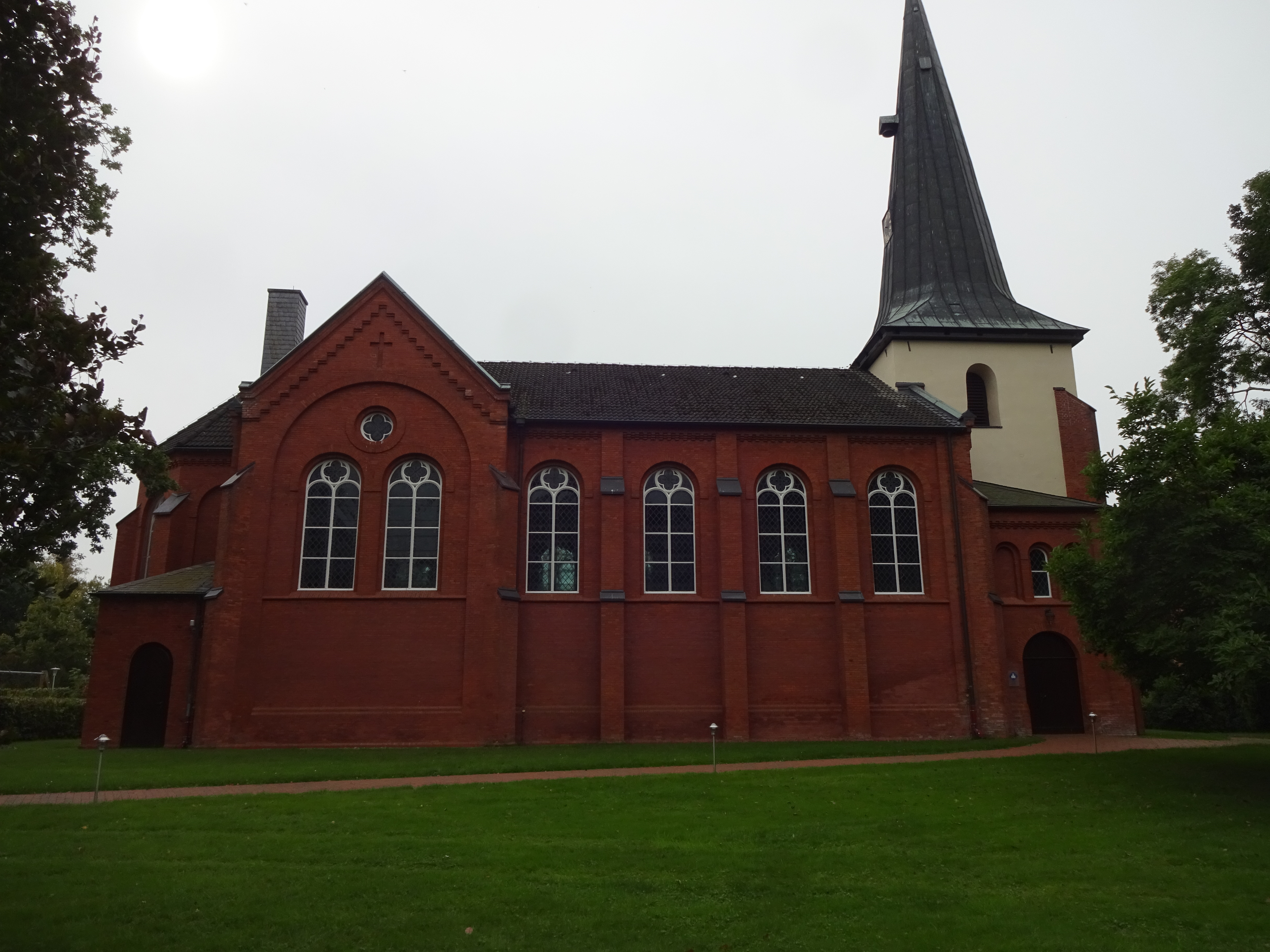
St.-Nikolai-Kirche

Die erste Kirche soll zwischen der ersten Erwähnung von 1110 und 1269, der Erwähnung des Priesters Olderus von Uthlede erbaut worden sein. Eine Kirche war als Vorgängerbau aus dem 17. Jahrhundert bekannt. 1753 brannte der hölzerne Turm ab und wurde neu erstellt. 1862 brannte die Kirche ab, nur der neue hölzerne Turm blieb erhalten. Die vorhandene St.-Nikolai-Kirche wurde dann von 1862 bis 1864 gebaut.
Um 1804 gab es im Ort einen Holzhändler Gerd Mahlstedt, der das zu seinem Tannenholz-Handel „gehörige Holz vom Harz und von Celle zu Wasser herunter flößen“ ließ, „welches sodann auf dem Außendeiche an der Weser gelagert und zum Gebrauch unserer Bauten per Ochsen verführt wird“.
Mit der Erfindung des Kunstdüngers 1840 stieg der Bedarf der Landwirtschaft an größeren Ackerflächen. Eine Verkoppelung wurde aber in einer Versammlung am 14. Juni 1890 abgelehnt. Auch das Angebot des königlichen Landratsamtes vom 4. November 1895 eines Kredites für den Ausbau der Landstraßen und die Verkoppelung lehnte der Gemeindeausschuss ab. Erst 1911 wurden die Feldwege nach Hagen und Lehnstedt zu Straßen ausgebaut und es wurde beschlossen, die Verkoppelung durchzuführen.
1909 wurde die Kleinbahn Farge-Wulsdorf gebaut. 17 anliegende Gemeinden brachten die Baukosten von 300.000 Mark auf, für Uthlede waren das 17.000 Mark.
In Uthlede gab es eine Jüdische Synagogen- und Armengemeinde. 1771 wurden ein getaufter Jude und eine Uthlederin getraut. 1842 beantragte der Vorsteher der Synagogengemeinden der Orte Uthlede, Hinnebeck, Wersabe, Meyenburg und Schwanewede eine Synagogenordnung. Verstorbene Juden wurden auf dem jüdischen Friedhof Am Dörenacker in Hagen beigesetzt. „Als letzte Jüdin wurde die 74-jährige Bertha Herzberg dort am 21. März 1936 bestattet.“ Die letzte Jüdin, die 88-jährige Rieke Baar, wurde von „zwei Männern im schwarzen Ledermantel“ abgeholt.
Zum Ende des Zweiten Weltkrieges waren die Uthleder Zeugen des Todesmarsches von Farge nach Sandbostel. Ausgemergelte Menschen wurden vom KZ Farge zum Stalag X B getrieben. „Jede Hilfe mit Brot und Wasser, wurde gegen den Protest der Bewacher von Frauen und Kindern unternommen“, steht in der Uthleder Chronik.

### Eingemeindungen
Die Samtgemeinde Hagen entstand zum 1. Januar 1970 und umfasste mit Uthlede zunächst 16 Gemeinden. Nach § 7 des Gesetzes zur Neugliederung der Gemeinden im Raum Bremervörde vom 13. Juni 1973 (Nds. GVBl. S. 183) wurde im Zuge der Gebietsreform in Niedersachsen, die am 1. März 1974 stattfand, die Anzahl der Gemeinden durch Eingliederungen auf 6 reduziert.
Zum 1. Januar 2014 erfolgte die Auflösung der Samtgemeinde Hagen und deren Mitgliedsgemeinden sowie die Neubildung der Einheitsgemeinde Hagen im Bremischen mit seinen 16 Ortschaften.

### Einwohnerentwicklung
| Jahr | Einwohner | Quelle |
| ---- | --------- | ------ |
| 1910 | 684       | [ 13 ] |
| 1925 | 714       | [ 14 ] |
| 1933 | 727       | [ 14 ] |
| 1939 | 698       | [ 14 ] |
| 1950 | 10580     | [ 15 ] |
| 1956 | 922       | [ 15 ] |
| 1973 | 836       | [ 16 ] |
| 1975 | 0864 ¹    | [ 17 ] |
| 1980 | 0825 ¹    | [ 18 ] |

| Jahr | Einwohner | Quelle |
| ---- | --------- | ------ |
| 1985 | 848 ¹     | [ 18 ] |
| 1990 | 855 ¹     | [ 18 ] |
| 1995 | 878 ¹     | [ 18 ] |
| 2000 | 932 ¹     | [ 18 ] |
| 2005 | 993 ¹     | [ 18 ] |
| 2010 | 1026 ¹0   | [ 18 ] |
| 2013 | 994 ¹     | [ 1 ]  |
| 2017 | 1009 ²0   | [ 2 ]  |
| 0    | 0         | 0      |

¹ jeweils zum 31. Dezember
|  |

## Politik

### Ortsrat
Der Ortsrat von Uthlede setzt sich aus fünf Mitgliedern zusammen. Die Ratsmitglieder werden durch eine Kommunalwahl für jeweils fünf Jahre gewählt. Die aktuelle Amtszeit begann am 1. November 2021 und endet am 31. Oktober 2026.
Die Ergebnisse der vergangenen Ortsratswahlen ergaben folgende Sitzverteilungen:
| Wahljahr | SPD | CDU | Grüne | Gesamt  |
| -------- | --- | --- | ----- | ------- |
| 2021     | 2   | 2   | 1     | 5 Sitze |
| 2016     | 2   | 2   | 1     | 5 Sitze |

### Ortsbürgermeister
Der Ortsbürgermeister von Uthlede ist Marco Vehrenkamp (SPD). Seine Stellvertreterin ist Karen Lingner-Bahr (Grüne).

### Wappen
Der Entwurf des Kommunalwappens von Uthlede stammt von dem Heraldiker und Wappenmaler Albert de Badrihaye, der zahlreiche Wappen im Landkreis Cuxhaven erschaffen hat.
| Wappen von Uthlede | Blasonierung: „In Blau ein silberner Widderkopf mit goldenen gewundenen Hörnern.“                               |
| Wappen von Uthlede | Wappenbegründung: Das Wappen ist dem des ausgestorbenen adligen Geschlechts „Purrick von Uthlede“ nachgebildet. |

## Kultur und Sehenswürdigkeiten

### Bauwerke
- St.-Nikolai-Kirche von 1864, Turm aus dem 16. Jahrhundert vom Vorgängerbau; im Inneren zwei Medaillons (Luther und Melanchthon) von Hermann Ernst Freund und zwei Reliefs (Abendmahl und Taufe Jesu) vom Bildhauer Georg Christian Freund.[23]
- Pfarrhaus Uthlede von 1895 neben der Kirche
- Uthleder Mühle aus dem 19. Jahrhundert; in den Gebäuden der ehemaligen Molkerei werden Waffeln produziert.
- Heimathaus in Uthlede
- Großsteingrab Uthlede (im 19. oder frühen 20. Jahrhundert zerstört)

### Naturdenkmäler

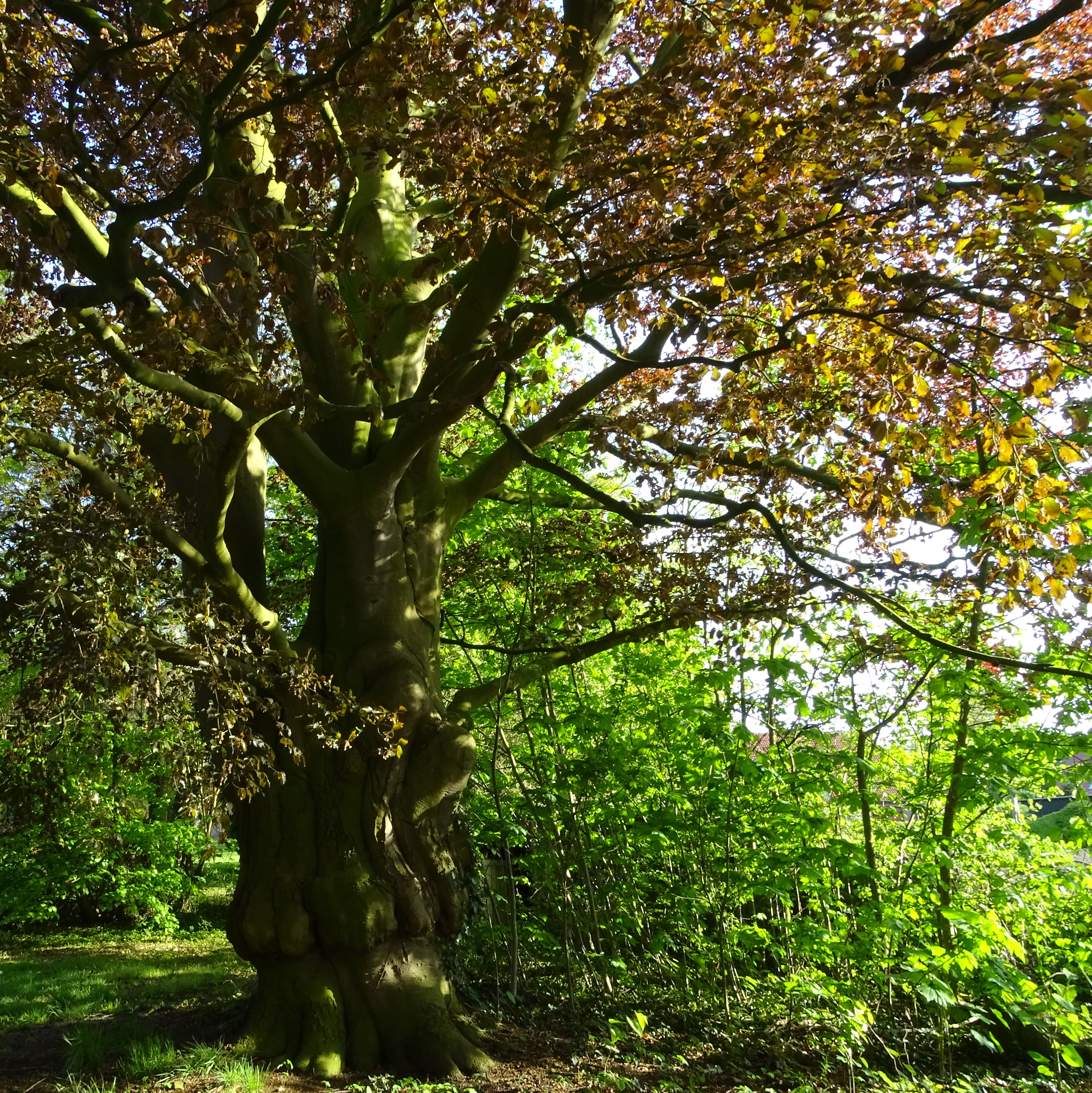
Naturdenkmal – Buche in Uthlede

- Buche, Denkmal seit 1995

### Museen
- Pumuckl-Museum in Uthlede

### Vereine und Verbände
| - Angelsportverein - DRK-Ortsverein Uthlede - FC Hagen/Uthlede - Förderverein Uthlede - Frauenchor - Freiwillige Feuerwehr Uthlede/Wurthfleth - Heimatverein | - Luftsportclub Niederweser - Männergesangverein - Posaunenchor - Schützenverein Uthlede von 1897 - Sozialverband - TSV Uthlede |

## Wirtschaft und Infrastruktur

### Unternehmen
Von 1750 bis 1840 war Uthlede eine „Hochburg des ländlichen Uhrenbaus“. Mehrere Generationen Uthleder Uhrmacherfamilien machten den Ort weltbekannt. In der Uthleder Chronik werden 17 Familien aufgezählt. Sie bekamen Konkurrenz von Uhrenfabriken, die Mitte des 19. Jahrhunderts anfingen, Uhren deutlich billiger zu produzieren. Die letzte Uhrmacherfamilie siedelte 1952 nach Bremen-Aumund um. Sie hatte aber mit den Klockenbauern von früher nichts zu tun.

### Medien
In Uthlede sind die Nordsee-Zeitung aus Bremerhaven sowie die Bremer Tageszeitungen Weser Kurier und Bremer Nachrichten die vorherrschenden Zeitungen. An Radio- und Fernsehsendern empfängt man die Landeswelle Niedersachsen und die anderen Programme des NDR sowie alle Programme von Radio Bremen, sowie die Sender Hitradio Antenne, Energy Bremen und Radio FFN.

### Verkehr
Uthlede verfügt über einen gleichnamigen Anschluss an die Bundesautobahn 27 zwischen Bremen und Bremerhaven.
Vier Buslinien verbinden Uthlede innerhalb des Verkehrsverbundes Bremen-Niedersachsen (VBN) mit seinen Nachbarorten sowie mit Schwanewede, Bremen-Vegesack und Bremerhaven. Die nächsten Bahnhöfe befinden sich lediglich in größerer Entfernung in Lübberstedt, Bremen-Farge und Bremen-Vegesack.
Ein regelmäßig verkehrendes Anruf-Sammel-Taxi (AST) ergänzt den öffentlichen Personennahverkehr. Das AST verkehrt auch in den Schulferien und am Wochenende.

## Persönlichkeiten

### Söhne und Töchter des Ortes
- Hartwig II. (Hartwig von Utlede bzw. Uthlede) († 1207), von 1184 bis 1207 Erzbischof von Hamburg-Bremen
- Johannes Michael Speckter (auch: Johann Michael Speckter) (1764–1845), Lithograph und bedeutender Grafik-Sammler
- Hermann Ernst Freund (1786–1840), Bildhauer und später Professor an der Kopenhagener Akademie, ein Medaillon von Martin Luther und eines von Philipp Melanchthon sind in der Uthleder Kirche zu besichtigen
- Georg Christian Freund (1792–1819), Maschinenbauer und Industrieller
- Julius Conrad Freund (1801–1877), Maschinenbauer und Industrieller
- Kurt Dietrich Schmidt (1896–1964), evangelisch-lutherischer Kirchenhistoriker
- Heinrich Schmidt-Barrien (1902–1996), Schriftsteller, der in hoch- und niederdeutscher Sprache zahlreiche Romane, Gedichte, Erzählungen und Novellen, meistens über die Welt der „kleinen Leute“ veröffentlicht hat

### Personen, die mit dem Ort in Verbindung stehen
- Johann Balthasar Pott (1693/1694–1751), königlich großbritannischer und kurfürstlich braunschweigisch-lüneburgischer Amtmann in Hagen und Stotel, wurde in der Kirche in Uthlede begraben
- Peter Joseph du Plat (1728–1782), kurhannoverscher Kartograf und Oberdeichgraf, verstarb in Uthlede
- Georg Christian Freund (1821–1900), dänischer Bildhauer, schuf die Marmorreliefs „Abendmahl Christi“ und „Taufe Jesu im Jordan“ in der Uthleder St.-Nicolai-Kirche
- Otto Goetze (1832–1894), Architekt, der in Hannover wirkte, er schuf von 1862 bis 1864 die örtliche St.-Nicolai-Kirche
- Wolf-Dieter Tempel (1937–2017), Archäologe, er führte Siedlungsgrabungen in Uthlede durch
- Jürgen Bohmbach (* 1944), Historiker, er hat für das historische Handbuch der jüdischen Gemeinden in Niedersachsen und Bremen einen Artikel über Uthlede verfasst
- Volker Wulff (* 1957), Landwirt, Agrarwissenschaftler und Unternehmer, er ist auf dem landwirtschaftlichen Betrieb der Eltern in Uthlede aufgewachsen, auf dem auch Pferde gezüchtet wurden

## Sagen und Legenden
- Dem Teufel verschrieben
- Der Heidteller
- Die Knappen von Meyenburs
- Die versunkene Glocke von Bruch

(Quelle unter:)